# نگیلا دیکسون
نگیلا دیکسون (انگلیسی: Ngila Dickson؛ زادهٔ ۱۹۵۸ (۶۶–۶۷ سال)) یک طراح صحنه و لباس اهل نیوزیلند است.